# Wemale
Les Wemale forment un des plus anciens groupes ethniques de l'île de Céram, en Indonésie. Leur population est supérieure à 7 500 personnes, et se répartit dans trente-neuf villages de la zone centrale de l'île. Ils partagent avec leurs voisins occidentaux Alune un groupe ancestral d'origine appelé Patasiwa.

## Langue
La langue wemale est d'origine malayo-polynésienne. Il en existe une variante septentrionale (aussi nommée honitetu ou tala, 4 900 locuteurs en 1982) et une variante méridionale (dont dérivent les dialectes horale, kasieh et uwenpantai, 3 700 locuteurs en 1987) qui partagent 72 % de leur lexique. En dépit d'un taux d'alphabétisation très faible (inférieur à 1 %), toutes deux sont considérées comme vigoureuses (6a), car utilisées en famille, dans les rapports de voisinage, les cérémonies et à l'église, sans distinction d'âge.

## Mythologie
Indice d'un ancien totemisme, on y raconte que les premiers être humains sont nés d'une banane : deux hommes, Jasua et Kapoli, et une femme, Apuwei. De celle-ci Jasua eut deux fils, Patetu et Kamoli, et une fille, Isolai, qui s'unit ensuite avec d'autres hommes, issus eux du perroquet, de la chauve-souris ou d'arbres fruitiers.
La légende d'Hainuwele est un mythe sur les origines commun aux folklores wemale et alune, plus récent, d'inspiration animiste et indirectement lié aux cultes du cargo. Elle a été enregistrée par l'ethnologue allemand Adolf Ellegard Jensen pendant son expédition dans les îles Moluques en 1937-1938.

## Règles d'alliances
Le mariage exogame est prohibé : on n'épouse pas quelqu'un qui n'est pas de son village, fût-il ou elle Wemale aussi. Le mariage avec un ou une Alune est évidemment strictement interdit.  Le mariage est matrilocal, sans dot : le mari est incorporé au clan de son épouse. Épouser une nièce ou un neveu, enfant du frère ou de la sœur, serait considéré comme un inceste. Les clans sont matrilinéaires, et la luma inai (maison maternelle) constitue une notion capitale dans l'organisation de la société. Pour autant, le fils aîné d'une union est rendu au clan de son père, et s'il n'y a pas de garçon dans la famille, c'est le fils d'une parente de la mère qui est transféré au clan du père. À ce garçon seront dévolus les biens que possédait le mari avant que celui ne change de clan. Le procédé est assimilable à un échange entre les deux clans : un fils est rendu contre le père. Si d'ailleurs la mère meurt avant d'avoir donné naissance à un garçon, le veuf retourne dans son clan d'origine. Au sein du matriclan, les héritages se transmettent de mère en fille.

## Autres traditions

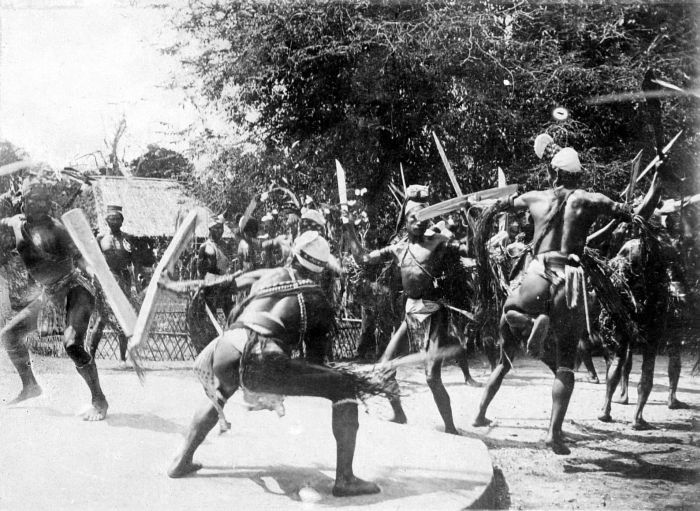
Guerriers wemale

Traditionnellement, les Wemale vivaient des produits de la forêt, et pratiquaient la culture itinérante. Une grande partie de leur alimentation était basée sur la palme de sagou.
À l'époque de leur description par les Occidentaux — première moitié du XXe siècle —, les hommes s'engageaient fréquemment dans des conflits avec les groupes voisins. Les femmes se consacraient généralement à la collecte de produits de la forêt dans de grands paniers coniques portés sur le dos, surmontés d'une forme caractéristique d'entonnoir. 
Wemale des deux sexes portaient peu de vêtements en raison de l'humidité du climat. Les hommes arboraient souvent de longs couteaux. Les femmes revêtaient une gaine de rotin autour de la taille. Comme chez les Alune, la survenance des premières règles était une célébration importante pour les jeunes filles.
Les Wemale bâtissaient des habitations vastes et sophistiquées avec du bois et des feuilles de palmier. Leur technique de construction permettait de garder un intérieur sec et confortable.
La culture des Wemale a beaucoup changé vers la fin du XXe siècle, la société de consommation bouleversant les valeurs traditionnelles. Les agitations et conflits politiques et religieux en Indonésie ont en outre touché de nombreuses îles de l'archipel des Moluques.